# Mariage en sinistre
Mariage en sinistre (France) ou Le sacrament de mariage (Québec) (Wedding For Disaster) est le 15e épisode de la saison 20 de la série télévisée d'animation Les Simpson.

## Synopsis
Après avoir reçu la visite du prêtre, annonçant que le révérend Timothy Lovejoy n'était pas certifié et que toutes ses cérémonies précédentes ne comptaient pas, Homer et Marge apprennent que leur remariage n'était pas officiel. (Homer avait vu Kirk et Luann Van Houten se séparer, et ayant peur que cela arrive à son couple, il demanda le divorce, puis ils se sont remariés...). Tous les deux organisent alors une superbe cérémonie mais Homer disparaît très mystérieusement le jour même de l'évènement.